# Marcodúrum
Marcodúrum és el lloc del nord de la Gàl·lia on els ubis (ubii) foren aniquilats per les tropes de Civilis, a la vora del Rin. Podria ser la moderna Düren al riu Roer on els reis francs van tenir un palau anomenat Villa Duria o Dura.